# Seleção de Futebol de Goa
A Seleção de Futebol de Goa é o time representante do estado indiano de Goa em competições. É administrado pela Associação de Futebol de Goa. O time representa a Índia nos Jogos da Lusofonia.
O time participa anualmente da Taça Santosh, uma competição indiana de seleções estaduais. A maioria dos jogadores provêm de times locais como o Dempo Sports Club e o Sporting Clube de Goa, que participam da Superliga Indiana e da I-League.

## Títulos
Comandado pelo técnico português Francisco Neto, o time ganhou o ouro nos Jogos da Lusofonia de 2014, realizados na Índia.